# Новосильцевский переулок
Новоси́льцевский переулок — небольшой переулок в Санкт-Петербурге, срезающий угол, образованный проспектом Энгельса и Новороссийской улицей.

## История
История наименования переулка связана с дуэлью Новосильцева и Чернова, произошедшей на окраине Лесного парка (ныне парк Лесотехнической академии) 10 (22) сентября 1825 года. Поблизости от места дуэли было выстроено Новосильцевское благотворительное заведение, от которого произошло название Новосильцевской улицы (с 15 декабря 1952 года — Новороссийской). В конце XX века, в память о прежнем названии улицы, Новосильцевским назвали примыкающий к ней проезд.
На само́м месте дуэли в 1934 году были установлены на расстоянии 8 шагов друг от друга две круглые тумбы, обозначавшие места стрелявшихся во время дуэли; в 1988 году на месте дуэли был установлен по инициативе Лесотехнической академии памятный знак в виде стелы.
Движение по переулку одностороннее. Въезд на него возможен с Большого Сампсониевского проспекта (у дома номер 1 по проспекту Энгельса), со двора между домами № 1 и № 3 по проспекту Энгельса, а также со стороны парка Лесотехнического университета.